# Khin Kyi
Daw Khin Kyi (birm. ခင်ကြည်; 1912–1988) – birmańska polityk, małżonka generała Aung Sana i matka Suu Kyi. Po śmierci męża Khin Kyi objęła stanowisko dyrektorki Narodowej Komisji ds. Opieki nad Kobietami i Dziećmi, co rozpoczęło jej długą karierę w służbie cywilnej. Pełniła funkcję ambasadora Birmy w Indiach, Nepalu. W 2011 roku na ekrany kin wszedł film Luca Bessona „Lady” o życiu Aung San Suu Kyi, gdzie w rolę 30-letniej Khin Kyi wcieliła się tajska aktorka Prapimporn Karnchanda.